# O Camponês Eloquente
O Camponês Eloquente é uma história do Antigo Egito composta por volta de 1850 aC, durante a época do Império Médio. É um dos contos egípcios mais longos que já foram concluídos. A história é sobre Khun-Anup, um camponês que se depara com a propriedade do alto administrador, o nobre Rensi, filho de Meru, guardado por seu severo superintendente, Nemtynakht. É situado na IX ou X dinastia em torno de Heracleópolis.

## Resumo da história
A história começa com um camponês, Khun-anup, e seu burro tropeçando nas terras do nobre Rensi, filho de Meru. Nemtynakht, supervisor das terras de um nobre, era famoso por suas transgressões e enganou o camponês para causar danos à propriedade de seu mestre Rensi, espalhando uma folha do outro lado da estrada da fazenda, forçando o camponês e seus burros a caminhar pelas lavouras. Uma vez que o burro começou a comer os grãos, Nemtynakht tomou a custódia do animal e começou a bater em Khun-anup, sabendo que Rensi acreditaria na palavra de seu supervisor em vez de quaisquer alegações de trapaça e roubo de Khun-anup.
Khun-anup procurou pelo nobre e o encontrou perto da beira da cidade. Dirigiu-se a ele com louvores. Rensi e seus juízes ouviram o caso e responderam que as testemunhas do suposto crime de Nemtynakht eram necessárias para que o caso continuasse. Khun-anup não conseguiu encontrar nenhuma, mas o magnífico discurso do camponês eloquente convenceu o nobre a continuar a considerar seu caso. Rensi trouxe o caso diante do faraó Nebkaure (que se acredita ser Nebcauré Queti) e lhe contou os poderes retóricos de Khun-anup. O rei ficou impressionado, mas ordenou que o camponês não fosse justiçado ainda e suas petições fossem colocadas por escrito.
Durante nove dias, elogiou o alto mordomo Rensi e implorou por justiça. Depois de sentir que estava sendo ignorado, Khun-anup o insultou e foi punido com uma surra. Depois de um último discurso, o camponês desanimado partiu, mas Rensi mandou chamá-lo e lhe ordenou que voltasse. Mas, em vez de ser punido por sua insolência, o camponês foi julgado. Rensi, depois de ler o último discurso do camponês, ficou impressionado e ordenou que os burros fossem devolvidos a ele e ao camponês para ser compensado com toda a propriedade de Nemtynakht, incluindo seu trabalho, tornando o supervisor tão pobre quanto Khun-anup tinha sido.